# Административное здание завода точного машиностроения имени Макса Гельца
Административное здание завода точного машиностроения имени Макса Гельца (здание Полиграфмаша) — памятник архитектуры. Расположен в Санкт-Петербурге, современный адрес дома — проспект Медиков, 5 литера В.
До 1808 года участок, на котором расположено здание, был незастроенной частью Аптекарского огорода. Потом на нём ставили деревянные дачи и каменные жилые дома, с 1895 года территория застраивалась заводскими строениями.
Четырёхэтажное частично изогнутое здание из монолитного железобетона с кирпичными наружными стенами было построено в 1930—1931 годах по проекту Н. Е. Лансере. На фасаде сделаны пояса ленточных окон, прерываемые вертикальным параллелепипедом лестничной клетки с щелевидными прорезями. На прямолинейной части фасада окна расположены попарно. Вход изначально был оформлен глубокой двухэтажной лоджией, на 2024 год заложенной.
На 2024 год в здании расположен бизнес-центр.